# Micrura verrilli
Micrura verrilli är en djurart som tillhör fylumet slemmaskar, och som beskrevs av Ernest F. Coe 1901. Micrura verrilli ingår i släktet Micrura och familjen Lineidae. Inga underarter finns listade i Catalogue of Life.

## Bildgalleri

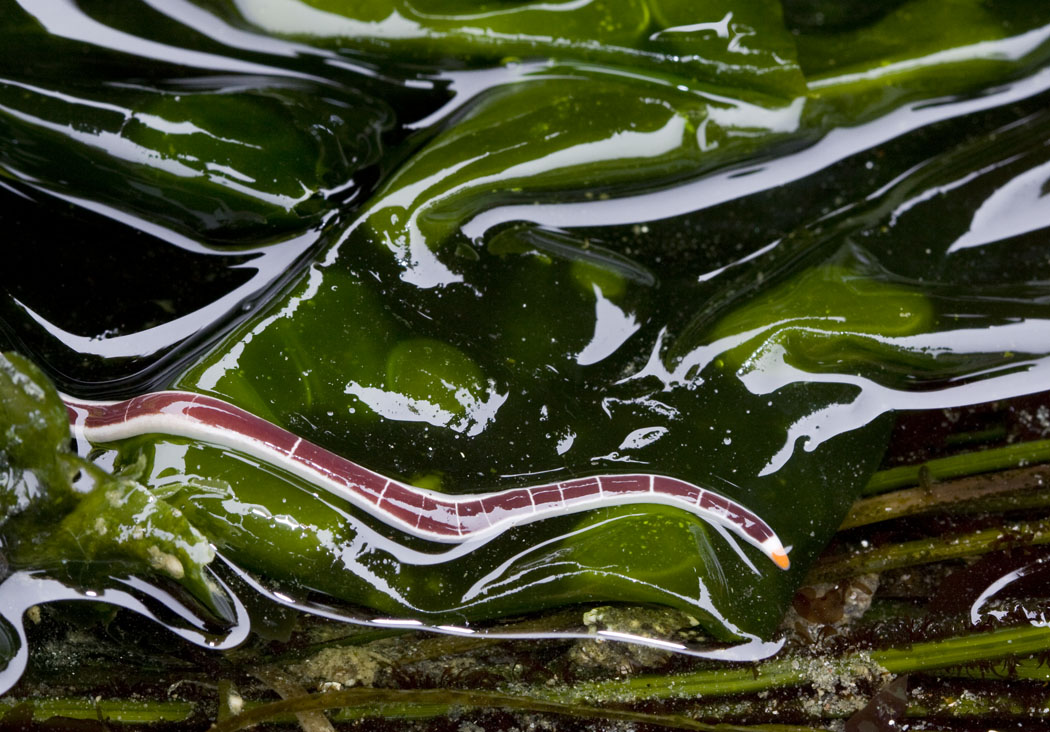